# 城悅酒店
城悅酒店（葡萄牙語：Hotel Cidade Viva）是澳門一家三星級的精品酒店，位於新口岸廈門街230號，酒店樓高18層，共有200間客房，在內亦設有娛樂場設施。城悅酒店前身是萬龍酒店、澳門蘭桂坊酒店和澳門金域酒店。

## 歷史

澳門金域酒店商標

澳門蘭桂坊酒店商標

萬龍酒店前身是澳門蘭桂坊酒店（英語：Hotel Lan Kwai Fung Macau）和澳門金域酒店（英語：Kingsway Hotel Macau）。澳門金域酒店於1995年開幕，為澳門旅遊娛樂有限公司全資附屬酒店，設有410間酒店客房及套房。開業初期，由於新口岸新填海區沒有樓宇興建，因而可以遠眺氹仔。
澳門金域酒店主要接待中國大陸旅客，設有中式酒樓、大堂酒廊、24小時營業的金域咖啡閣（英語：Sidewalk Café）以及富都夜總會（葡萄牙語：Club de Macau）等設施；
酒店內也設有娛樂場——金域娛樂場（英語：Kingsway Casino）。娛樂場於1992年開幕，由澳門旅遊娛樂有限公司管理，娛樂場設有角子老虎機、百家樂及廿一點。
後被中國星集團有限公司收購，於2008年8月31日起，澳門金域酒店及娛樂場停止營業並為整幢酒店作重新裝修，酒店計劃於2009年8月2日開幕；酒店以新口岸新填海區的別稱「澳門蘭桂坊」作易名為澳門蘭桂坊酒店重新開業。
澳門蘭桂坊酒店曾蘭桂坊娛樂場，由澳門博彩股份有限公司管理，設有富臨軒魚翅海鮮酒家、江戶日本料理、蘭苑咖啡廳及桂吧等餐飲設施。2009年8月2日，澳門蘭桂坊酒店正式開幕時，當日出席的明星包括劉德華、李連杰、鞏俐、任達華、林熙蕾、劉青雲、陳小春、應采兒、曾志偉、陳百祥、劉家昌、謝婷婷、安志傑等。
2018年，澳門蘭桂坊酒店被澳門金龍集團有限公司收購，更名為萬龍酒店（英語：Million Dragon Hotel）。
2022年6月，商人陳明金將旗下的娛樂場交由澳娛綜合營運；2023年1月1日，因應新十年期賭牌合同生效，該娛樂場正式結束營運。

## 鄰近建築／景點
- 華都酒店
- 利澳酒店
- 澳門綜藝館
- 金蓮花廣場
- 澳門理工大學
- 大賽車博物館

## 交通

### 自設交通
萬龍酒店提供來往酒店與各口岸的免費接駁專巴服務，設有以下3條路線：
1. 萬龍酒店 ↔ 關閘賭場及酒店穿梭巴士站
2. 萬龍酒店 ↔ 外港碼頭